# Tmarus taishanensis
Tmarus taishanensis är en spindelart som beskrevs av Zhu och Wen 1981. Tmarus taishanensis ingår i släktet Tmarus och familjen krabbspindlar. Inga underarter finns listade i Catalogue of Life.